# Cash-and-Carry-Arbitrage
Als Cash-and-Carry-Arbitrage bezeichnet man eine Strategie an den Finanzmärkten, bei denen ein Preisungleichgewicht zwischen Kassamarkt und Terminmarkt ausgenutzt wird, um einen risikolosen Gewinn zu erzielen (Arbitrage im engeren Sinn).
Cash-and-Carry-Arbitrage ist immer dann möglich, wenn der Terminkurs (Preis am Terminmarkt) eines Finanzwertes im Vergleich zu dessen Kassakurs (Preis am Kassamarkt) zu hoch ist. Der Arbitrageur verkauft den Wert auf Termin, kauft ihn gleichzeitig zur Absicherung am Kassamarkt („Cash“) und hält ihn („Carry“) bis zur Fälligkeit des Terminverkaufs.

## Funktionsweise und Beispiel
Voraussetzung für die Cash-and-Carry-Arbitrage ist, dass der Terminpreis, welcher sich auf den Terminmärkten für einen bestimmten Finanzwert bildet, über dem theoretischen Terminpreis für diesen Wert liegt. Der theoretische Terminpreis hängt vom Kassapreis des Wertes, den Refinanzierungszinsen und etwaigen Erträgen aus dem Finanzwert (Zinszahlungen, Dividenden) ab. Der Verkaufserlös aus dem zu hohen Terminpreis übersteigt die Kosten aus der sofortigen Anschaffung des Wertes und die aus dem Kauf entstehenden Refinanzierungskosten (unter Berücksichtigung etwaiger Erträge), so dass ein Gewinn übrig bleibt. Da der Arbitrageur durch den Kassakauf den bei Fälligkeit des Termingeschäfts zu liefernden Wert besitzt, beeinflussen weitere Preisschwankungen seinen Gewinn nicht mehr.
Rechenbeispiel:
Eine Aktie (für die keine Dividende gezahlt wird) notiert am Kassamarkt mit 100 EUR. Der Terminkurs für in einem Jahr beträgt 105 EUR. Der Zins für ein Jahr Laufzeit liegt bei 4,5 %, so dass der theoretische Terminpreis bei 104,50 EUR läge.
Der Arbitrageur tätigt die folgenden Geschäfte:
- Er verkauft die Aktie per Termin 1 Jahr zu 105 EUR
- Er kauft die Aktie am Kassamarkt zu 100 EUR.
- Das Geld hierfür leiht er sich mit einem Jahr Laufzeit zu einem festen Zins von 4,5 %

Bei Fälligkeit des Termingeschäftes in einem Jahr liefert er die Aktie aus seinem Depotbestand. Hierfür erhält er 105 EUR, mit denen er die 100 EUR Kredittilgung und die 4,50 EUR Zinsen bezahlt. Es verbleiben ihm 50 Cent risikoloser Gewinn.
In der Realität sind noch Transaktionskosten und Geld-Brief-Spannen zu berücksichtigen. Aus diesem Grund muss die Differenz zwischen theoretischem und tatsächlichem Terminpreis eine gewisse Mindestgröße haben, damit sich die Cash-and-Carry-Arbitrage  lohnt (Arbitragekanal).

## Risiken
Die Cash-and-Carry-Arbitrage unterliegt keinen Marktpreisrisiken, ist aber nicht komplett risikolos. Wesentlich ist, dass der Termingeschäftspartner bei Fälligkeit seinen Verpflichtungen nachkommt (Kontrahentenrisiko). Wird der Terminverkauf über eine Terminbörse ausgeführt, entfällt dieses Kontrahentenrisiko. Dafür muss der Arbitrageur ggf. zwischenzeitlich Sicherheiten an die Terminbörse zahlen (Margin-Zahlungen), was ihn einem gewissen Liquiditätsrisiko aussetzt.

## Umgekehrte Cash-and-Carry-Arbitrage
Ist der Terminpreis zu niedrig (bzw. der Kassapreis zu hoch), kann die umgekehrte Cash-and-Carry-Arbitrage (reverse cash and-carry arbitrage) durchgeführt werden. Hierzu muss sich der Arbitrageur spiegelbildlich zur Cash-and-Carry-Arbitrage den Wert leihen und verkaufen sowie auf Termin zurückkaufen. Den Kauferlös legt er für die Laufzeit des Termingeschäfts zu einem festen Zins an.
Bezieht sich das Arbitragegeschäft auf ein Wertpapier, ist der Kassaverkauf ein Leerverkauf. Wenn es dem Arbitrageur nicht möglich ist, sich das Wertpapier von Anfang an für die gesamte Laufzeit der Arbitrage zu leihen, läuft er Gefahr, dass er beim Auslaufen der Wertpapierleihe das Wertpapier nicht erneut leihen kann. In diesem Fall müsste er das Arbitragegeschäft vorzeitig abbrechen. Die dem Arbitragegeschäft inhärente Absicherung gegen Marktpreisrisiken wäre dann nicht mehr wirksam und der Arbitrageur erleidet ggf. Verluste aus Kursschwankungen des Wertpapiers.